# Mount Kolp
Mount Kolp är ett berg i Antarktis. Det ligger i Östantarktis. Nya Zeeland gör anspråk på området. Toppen på Mount Kolp är 1 010 meter över havet, eller 277 meter över den omgivande terrängen. Bredden vid basen är 2,1 km.
Terrängen runt Mount Kolp är huvudsakligen kuperad, men åt nordost är den platt. Trakten är obefolkad. Det finns inga samhällen i närheten.